# Velika Vrbnica
Velika Vrbnica (cyr. Велика Врбница) – wieś w Serbii, w okręgu rasińskim, w gminie Aleksandrovac. W 2011 roku liczyła 441 mieszkańców.